# Trusquin
 (décembre 2023).
Si vous disposez d'ouvrages ou d'articles de référence ou si vous connaissez des sites web de qualité traitant du thème abordé ici, merci de compléter l'article en donnant les références utiles à sa vérifiabilité et en les liant à la section « Notes et références ».

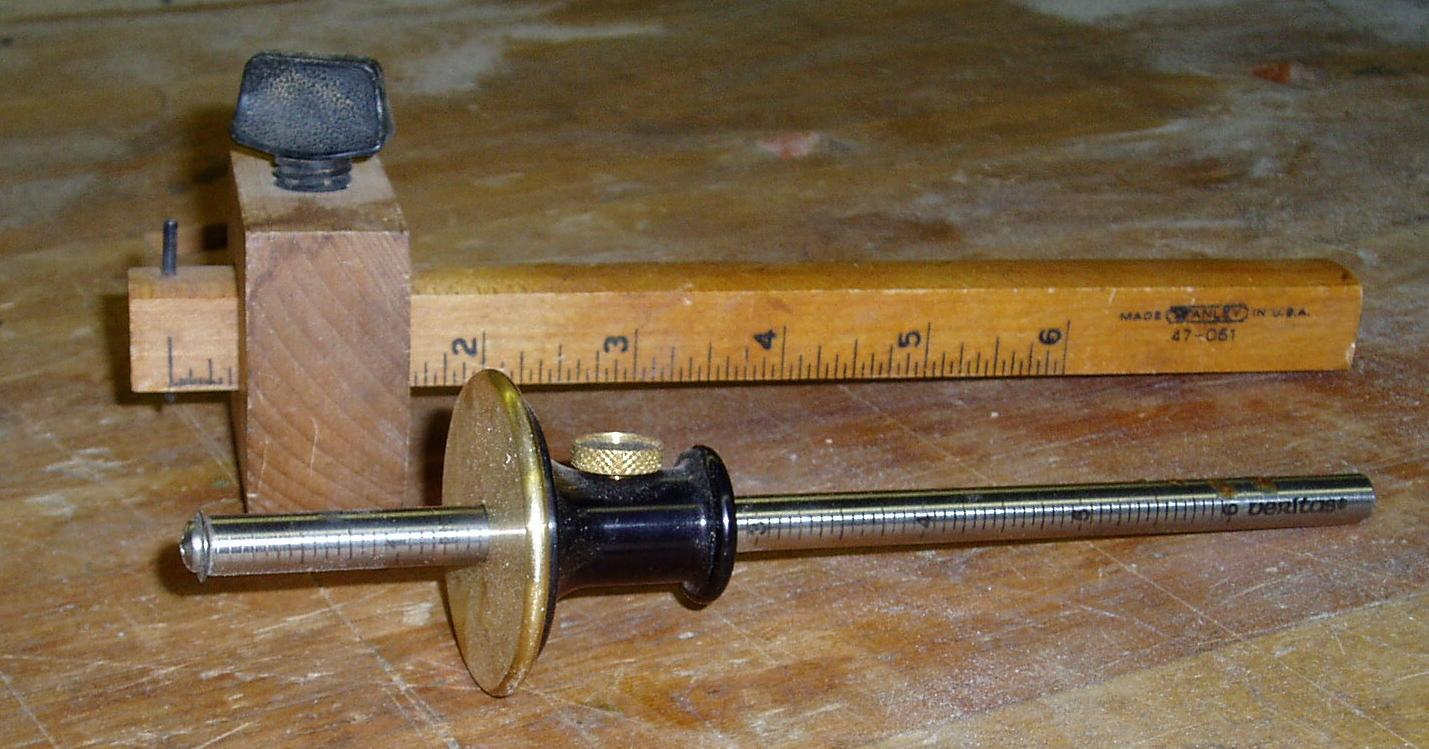
Trusquins.

Un trusquin est un outil de traçage opérant par translation sur une surface d'appui de référence. Constituant toute une famille d'outils, ceux-ci sont utilisés principalement en menuiserie, en ébénisterie et en fabrication mécanique. Il en existe de nombreuses formes, présentant des degrés de sophistication plus ou moins grands. Ainsi les trusquins numériques utilisant les mêmes techniques que celles utilisées pour les pieds à coulisse ou les divers comparateurs, permettent une précision inégalée.

## Analyse technique

### Fonction d'usage
Permet le tracé (le plus souvent par gravure) d'une ligne parallèle à une surface de référence par déplacement en appui sur cette surface.
Cette surface peut être un côté de la pièce tracée (trusquin du menuisier) ou une surface de référence externe (marbre) sur laquelle se positionne la pièce à tracer, directement, ou avec des accessoires de positionnement (vés).
Note : Le tracé obtenu n'est pas nécessairement parallèle à un côté de la pièce, dans le cas de l'utilisation d'un marbre (ex. : tracé en bout d'un cylindre sur un vé, calibre de traçage pour certaines obliques, etc.).

### Sous-ensembles fonctionnels
Le trusquin peut être principalement décomposé en quatre sous-ensembles fonctionnels :
1. la pointe à tracer, avec son porte-pointe : permet le traçage : fonction outil (on appelle fonction outil la fonction du sous-ensemble qui en dernière analyse assure la fonction de l'ensemble) ;
2. la base : fonction châssis + fonction référençage ;
3. le système de verrouillage : assure une liaison complète temporaire entre la pointe et la base de référence ;
4. la verge : guide en translation, permettant la variation de distance entre la pointe et la base de référence :
  1. translation verge/base dans le trusquin du menuisier (B) (la pointe est solidaire de la verge),
  2. translation verge/porte-pointe dans le trusquin du mécanicien (A) (la verge est solidaire de la base).

Un sous-ensemble supplémentaire se rencontre assez souvent dans les trusquins de mécanicien : le réglage fin, qui facilite la précision du réglage. 
Note. Dans le trusquin de menuisier, la pièce longue réunit en fait deux sous-ensembles fonctionnels : verge dans sa plus longue partie, et porte-pointe à une extrémité.

## Étymologie
Le mot trusquin viendrait du mot wallon cruskin, signifiant « petite croix », venant lui-même du flamand kruiske, en raison de la structure en croix des premiers trusquins de menuisier.

## Menuiserie

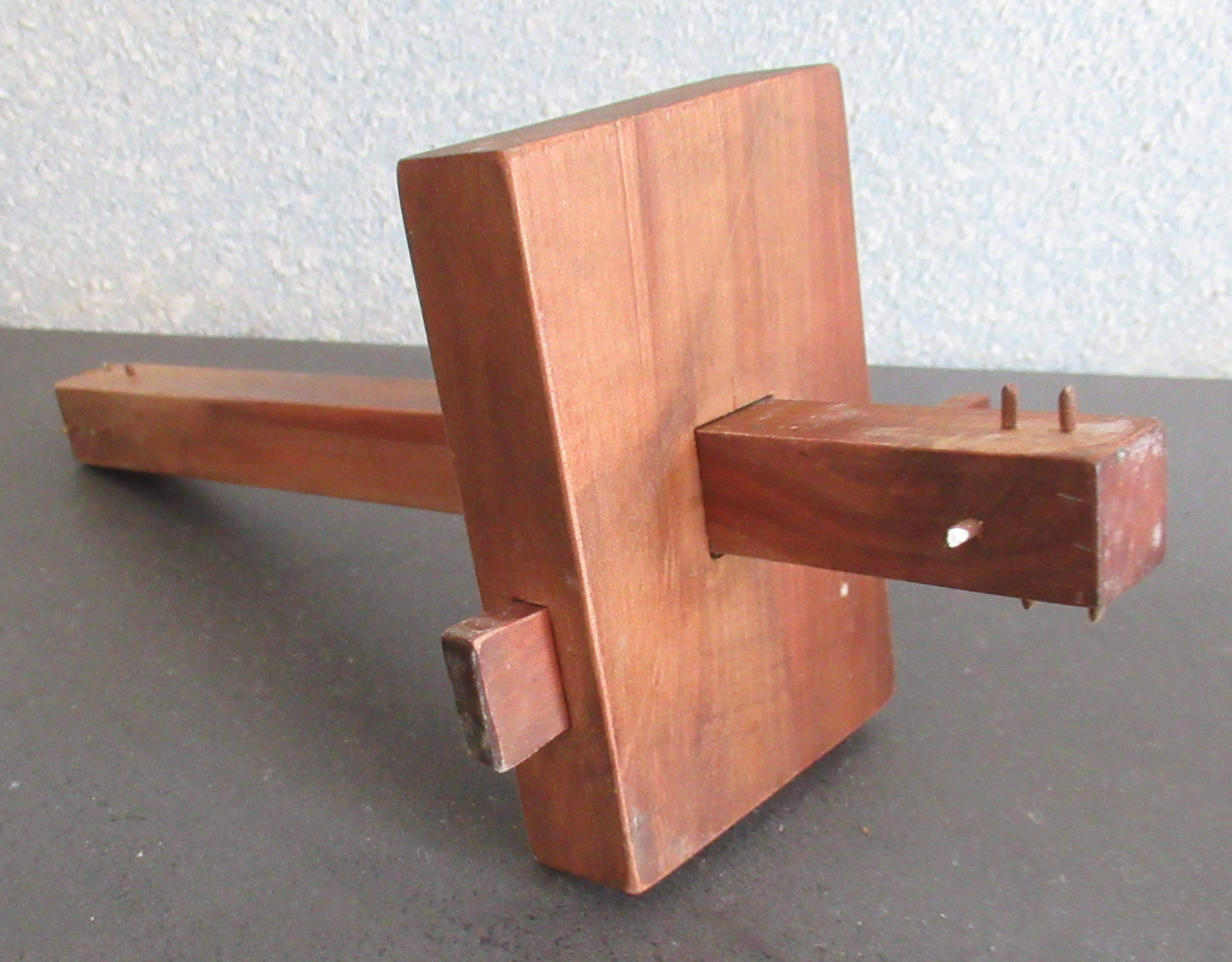
Trusquin de menuisier, en bois de cormier.

## Trusquinage

### Fabrication mécanique
La surface dressée de la pièce est posée sur un marbre, le pied du trusquin est lui aussi posé sur le marbre. Et on fait glisser le trusquin (en général, mais la pièce aussi) pour tracer le trait.
La méthode pour fixer la distance entre la surface et le trait dépend du type de trusquin : utilisation d'un système référent externe (réglet, cales, piges…) ou de la graduation de l'appareil quand elle existe.

### Trusquinage des profilés
Le terme est employé d'une façon réductrice pour désigner l’opération permettant de tracer sur un profilé métallique un axe servant de guide pour implanter et percer les trous qui recevront les boulons ou les rivets d'un assemblage,.

### Trusquinage des liaisons boulonnées
On appelle trusquinage un mode de ruine de liaisons boulonnées soumises à des efforts de cisaillement orientés vers l'extérieur d'une des brides assemblées. Il consiste en une rupture de la bride permettant le dégagement de la vis vers l'extérieur, d'une manière similaire à la feuille de papier que l'on arrache d'un classeur ou d'un cahier à spirale. Pour parvenir à cette ruine, l'effort de cisaillement que la vis exerce sur la bride doit produire la rupture de deux surfaces ouvrant à la vis un débouché vers l'extérieur. Il faut donc pour prévenir ce risque agir sur l'épaisseur de la bride ou sur la distance de trusquinage, c'est-à-dire la distance entre le centre du trou et l'extérieur de la bride.

## Trusquin trainard
Un trusquin trainard est un té de dessin dont la tige est coulissante et qui a une encoche en bout pour y placer un crayon servant à tirer des lignes parallèles à une rive quelconque. Cet outil sert au menuisier pour exécuter des plans sur règle. Il est bien connu des techniciens dessinateurs metteurs en plans dans l'installation de magasins où ces plans sont réalisés sur tables et papiers de grandes dimensions : un mètre par quatre et plus.